# Polyhistor
Polyhistor (av grekiskans polys, många, och histor, kännare) är benämningen på en månglärd person. Särskilt inom den akademiska världen används benämningen om någon som är hemmastadd i de mest skilda vetenskapsgrenar, exempelvis någon som behärskar både humaniora och naturvetenskap.